# Russificeringen af Finland
Politikken om russificering af Finland (1899–1905 og 1908–1917, blev kaldt sortokaudet/sortovuodet (undertrykkelsestiden/årene) på finsk og förtrycksperioderna på svensk) var en regeringsstyret politik i det russiske kejserrige, der havde til formål at indskrænke Storfyrstendømmet Finlands særstatus og muligvis afskaffe dens politiske autonomi og kulturelle særpræg. Det var en del af en større plan om russificering, som blev gennemført i slutningen af 1800-tallet og begyndelsen af 1900-tallet af den russiske regering, som forsøgte af afskaffe de ikke-russiske minoriteters kulturelle og administrative autonomi overalt i kejserriget. De to russificeringskampagner afstedkom udbredt finsk modstand, først i form af bønskrifter hvorefter det eskalerede til strejker, passiv modstand (blandt andet i form af modstand mod værnepligt) og til sidst aktiv modstand. Den finske modstand mod russificeringen var en af de vigtigste årsager, som til sidst førte til Finlands selvstændighedserklæring i december 1917.

## Under zarens Rusland
Rusland erobrede Finland i 1808 og i 1809 anerkendte de finske stænder zar Alexander 1. som storfyrste. På sin side anerkendte Alexander finnernes rettigheder især retten til at følge deres skikke, religion og fastholde deres identitet:
"Da Forsynet har sat os i besiddelse af Storfyrstendømmet Finland, har vi ønsket med denne handling at bekræfte og ratificere landets religion og grundlæggende love og især de privilegier og rettigheder som hver klasse i det omtalte Storfyrstendømme, uanset om deres stilling er høj eller lav, indtil nu har nydt i forhold til forfatningen. Vi lover at opretholde alle disse fordele og love håndfast og uændret i deres fulde omfang."

### Første bølge af russificering
Dette løfte blev holdt. Alexander 2. udvidede endda de finske stænders rettigheder i 1869. Efter at have nydt velstand og kontrol over deres egne forhold, og været loyale undersåtter i næsten et århundrede, gav det manifest, som Nikolaj 2. udstedte den 15. februar 1899 anledning til finsk fortvivlelse. Manifestet blev vedtaget i Det kejserlige senat for Finland med senatspræsidentens afgørende stemme – han var udpeget af zaren — og efter at generalguvernøren i Finland, Nikolaj Bobrikov, havde truet med militær invasion og belejring. Mens det tilsyneladende bekræftede finnernes rettigheder i rent lokale forhold, fastslog manifestet statens autoritet i enhver sag, som kunne antages at "ligge indenfor rammerne af den generelle lovgivning i kejserriget."
Russificeringspolitikken omfattede:
- Det ovennævnte "Februar manifest fra 1899", Nikolaj 2.'s dekret, som fastslog den kejserlige regerings ret til at regere Finland uden accept fra de lokale lovgivende forsamlinger, herunder at:[1]:
  - Kun russisk valuta og frimærker var tilladt
  - Russisk blev det officielle administrationssprog (i 1900 var der omkring 8.000 russere i hele Finland ud af en befolkning på 2.700.000) — finnerne betragtede dette som at den russiske minoritet fik kommandoen;
  - Den russisk ortodokse kirke var statskirken, hvilket bl.a. betød at det blev en kriminel handling at udsætte en ortodoks troende for en lutheransk gudstjeneste
  - Pressen blev underlagt russisk censur
  - Den finske hær blev underlagt russiske regler om militærtjeneste.
- Sprogmanifestet af 1900, dvs. zar Nikolaj 2.'s dekret som gjorde russisk til administrationssproget i Finland.
- Værnepligtsloven, som blev underskrevet af zaren i juli 1901, som indlemmede storfyrstendømmet Finlands hær fra 1878 i den kejserlige hær og gjorde det muligt at indkalde finske værnepligtige til tjeneste i russiske hærenheder. Resultatet blev en af de mest omfattende værnepligtsstrejker i verdens historie.

Fra april 1903 og indtil den den første russiske revolution i 1905 havde generalguvernøren uindskrænket magt. I juni 1904 myrdede Eugen Schauman Bobrikov, den siddende generalguvernør. Den kejserlige regering reagerede med en udrensning af modstandere af russificering indenfor den finske centraladministration og en strammere censur; men modstandskampen havde også nogle sejre, ikke mindst en de facto ophævelse af den nye værnepligtslov.
Russificeringen blev suspenderet og delvis ophævet i hele kejserriget 1905-1907 i forbindelse med og efter den russiske opstand i 1905, som fulgte efter det russiske nederlag i den russisk-japanske krig.

### Kampen 1899-1905
Spørgsmålet om den rette taktik i den nationale forsvarskamp blev under de følgende år det store politiske stridsemne i Finland. Striden kom i hovedsagen til at stå mellem eftergivenhedsmændene, som mest muligt ville forstå og tilgodese de russiske hensyn, og konstitutionalisterne som ved lydighedsnægtelse ville beskytte grundloven og dermed autonomien. Endnu var det kun en politisk ubetydelig minoritet, de så kaldte aktivister, som ville føre væbnet modstandskamp.
Der kunne gives gode grunde for både eftergivenhedsmændenes og konstitutionalisterna standpunkter. Eftergivenhedsmændene havde deres styrke i den realistiske opfattelse af stormagtspolitikken. De forsøgte at forstå de russiske sikkerhedssynpunkter og i nogen grad tilpasse sig efter dem for at forhindre en tragisk uhjælpelig situation i at opstå. Det bedste forsvar i henhold til gammelfinsk opfattelse bestod i, at man slog vagt om det finske sprog og dermed den nationale ånd. Det gjaldt om at overleve, mens man ventede på bedre tider. Russificeringspolitikken sås som noget tilfældigt og snart overstået.
Konstitutionalisterne på deres side stillede sig trodsigt på rettens grund. I en næsten fornuftsstridig overbevisning om, at det rette altid sejrer til sidst nægtede de stædigt at adlyde grundlovsstridige påbud. De vovede ikke at håbe på, at den russiske offensiv var af midlertidig natur.
Den passive modstand tog ulige former. Massepetitioner blev indgivne til zaren. Den internationale opinion mobiliseredes til forsvar for Finlands ret. Embedsmænd nægtede at kundgøre og følge grundlovsstridige forordninger, værnepligtige at møde op ved indkaldelse. En hemmelig komité, Kagalen, samordnede og styrede de ulige modstandsaktioner.
Modstanden fra finsk side drev russerne videre ad den valgte vej og førte til, at forfatningen helt blev sat til side. Bobrikov udrustedes med diktatoriske rettigheder, som blandt andet udnyttedes til at landsforvise eller deportere modstandere. I 1904 kulminerede krisen. En aktivistorganisation organiseredes for at forberede væbnet oprør. Enkelte voldshandlinger indtraf. En junidag myrdedes Bobrikov af studenten Eugen Schauman, som umiddelbart efter begik selvmord. De repressalier fra russisk side, som mange frygtede, udeblev. I forbindelse med storstrejken under den russisk-japanske krigs og den russiske revoltes kølvand slog zaren om i det finske spørgsmål. De på februarmanifestet byggende forordninger blev tilbagekaldte i efteråret 1905 med novembermanifestet, og lovligheden genskabtes. Det gammelfinske senat erstattedes af et konstitutionelt. Året derpå gennemførtes en demokratisk landdagsreform.

### Anden bølge af russificering
Det skulle snart vise sig, at russificeringspolitikken ikke var opgivet, kun udskudt. Det var næppe den finske modstand som sådan, som havde tvunget russerne i defensiven, men tilbageslagene i den japanske krig og den dybtgående sociale og politiske krise, som under årene 1904-05 rystede og svækkede det russiske rige.
Rusland vandt styrke ved den dumareform, som gennemførtes. Den borgerlige liberale overklasse i det russiske samfund, som nu havde fået del i magten, var gennemsyret af nationalisme og rede til at for enhver pris støtte Ruslands stormagtsinteresser. Regeringen kunne handle med større autoritet end tidligere, efter som den nu kunne støtte sig til den indflydelsesrige opinion, som kom til udtryk i dumaen. Den stadigt voksende fare for en stormagtskrig gjorde, at russerne stadigt mindre var rede til at tage sentimentale hensyn. Den 2. juni 1908 signerede zaren et dekret, som foreskrev, at Finlands indre forhold skulle underkastes det russiske ministerråds granskning inden, at de forelagdes for zaren. I 1909 udnævntes Franz Seyn til generalguvernør. I 1910 udformedes en ny lov, som på væsentlige punkter fulgte februarmanifestet 1899. Alle love af betydning for riget i dets helhed skulle vedtages af den russiske duma. Til gengæld skulle finnerne kunne sende nogle repræsentanter dertil. Det indebar, at Finlands autonomi de facto var ophævet.
Mange af disse tiltag blev igen suspenderet fra 1914 til 1917 under 1. verdenskrig, men hemmelige regeringsdokumenter, som blev offentliggjort i de finske aviser i november 1914 antydede, at den kejserlige regering stadig havde planer om fuldstændig russificering af Finland.
Nu kunne man altså ikke komme ret langt ved passiv modstand. Gammelfinnerne forlod senatet, som besattes af samarbejdsindstillede folk uden partipolitisk forankring. Dermed nærmede man sig slutfasen i kampen for finsk autonomi.
1. verdenskrigs udbrud og endnu mere de store russiske nederlag til tyskerne skabte nye forudsætninger for Finlands frihedskamp. Samtidig fortsatte zarregimet at med politiske udspil drive stadigt flere finner over på den aktive modstands linje. I efteråret 1914 offentliggjorde zaren et program, som indebar Finlands fuldstændige russificering. Samtidig forberedtes i aktivistiske studenterkredse en væbnet modstandskamp med udenlandsk støtte, og for første gang fik de støtte af ansvarlige politikere både i den borgerlige og den socialdemokratiske lejr. Den anden generations aktivister, som under 1. verdenskrig fik tysk støtte, havde vind i sejlene. Russificeringspolitikken havde virkelig nået resultater: opinionen i Finland var totalt forandret siden Ruslands sidste krig med europæiske stormagter, Krimkrigen.
I marts 1917 indtraf februarrevolutionen i Rusland. Den provisoriske regering, som efterfulgte zarregimet, ophævede februarmanifestet og alle andre love, som indskrænkede Finlands autonomi. Lovligheden var genetableret. Et senat med parlamentarisk forankring udnævntes.

### Japansk indblanding
Under den russisk-japanske krig købte oprørerne med finansiel støtte fra Japan: en skibsladning med tusinder af rifler med det formål at starte et oprør og danne en uafhængig stat. Skibet blev imidlertid slået til vrag ud for den finske kyst, og planen faldt fra hinanden. Under 1. verdenskrig, hvor Rusland og Japan var allierede i kampen mod Tyskland, overgav japanerne en liste til den russiske regering med navnene på de ledende medlemmer af frihedsbevægelsen (som under 1. verdenskrig arbejdede sammen med det tyske kejserrige).

## Yderligere læsning
- N. D. Sergeevskii: Finland : the question of autonomy and fundamental laws; 1911
- Kari Alenius: "Russification in Estonia and Finland Before 1917," Faravid, 2004, Vol. 28; pp 181-194
- Herman Bang (1891), "Rusland-Finland", Tilskueren, 8: 243-250, Wikidata  Q125421923
- Steven Huxley: Constitutionalist insurgency in Finland: Finnish "passive resistance" against Russification as a case of nonmilitary struggle in the European resistance tradition; 1990
- Tuomo Polvinen: Riket och gränsmarken. N. I. Bobrikov, Finlands generalguvernør 1898-1904; Söderström & CO Forlags AB. Borgå, 1988
- Edward C. Thaden: Russification in the Baltic Provinces and Finland; 1981.